# Appleton Estate
Pour les articles homonymes, voir Appleton.

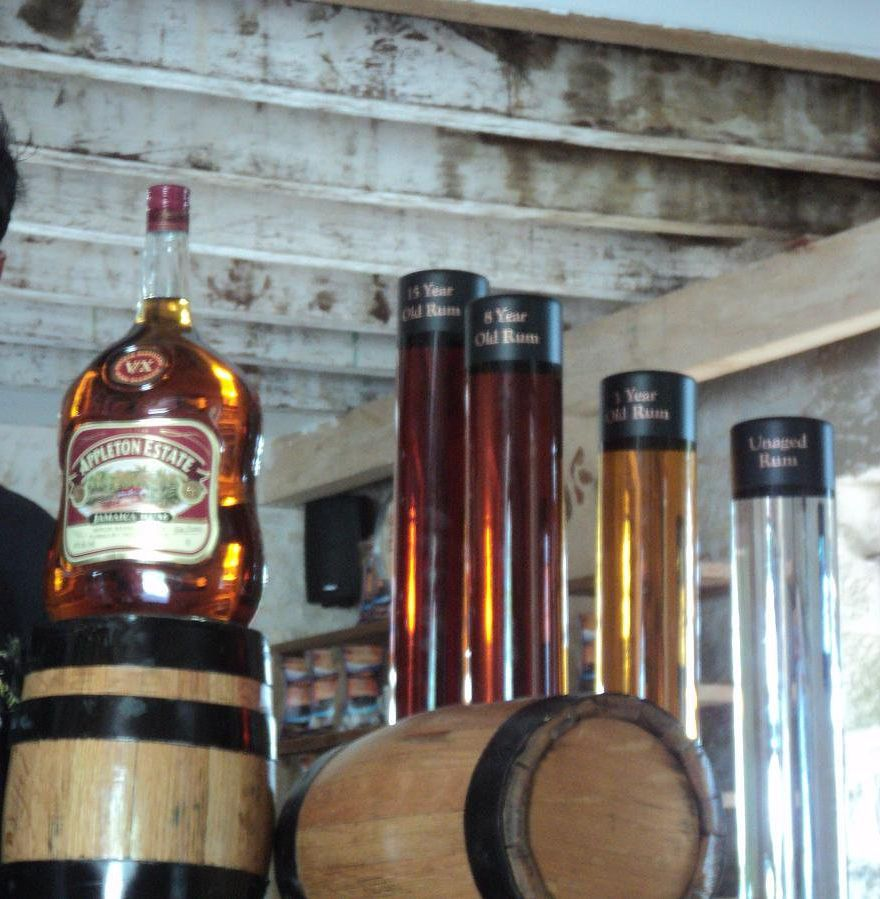
Rhums Appleton Estate de différents âges

Appleton Estate est un producteur de sucre et une distillerie basée en Jamaïque, le long de la rivière Black River et qui produit une grande variété de rhums depuis 1749. La marque de rhum appartient depuis 2012 au groupe Campari.

## Histoire
Le domaine d'Appleton Estate est créé en 1655 lors de la conquête de la Jamaïque par les Anglais. La distillerie opère depuis au moins 1749 dans la vallée de Nassau.
Au début des années 1980, une importante campagne publicitaire est lancée aux États-Unis pour développer la popularité de la marque sur le territoire. La distillerie se fournit alors en cane à sucre auprès des agriculteurs locaux, payant $14 la tonne. Appleton est le sponsor de la fameuse équipe de bobsleigh de la Jamaïque aux Jeux olympiques d'hiver de 1988.
Le premier rhum portant la marque Appleton Estate n'apparaît qu'en 1994. En 1998, les moulins de la distillerie sont complètement rénovés. En 2012, le groupe Campari acquiert Appleton Estate pour 415 millions de dollars. Le domaine beńéficie d'une rénovation de plusieurs millions de dollars et rouvre aux visites en 2018 sous le nouveau nom Joy Spence Appleton Estate Rum Experience (JSAERE).

## Production

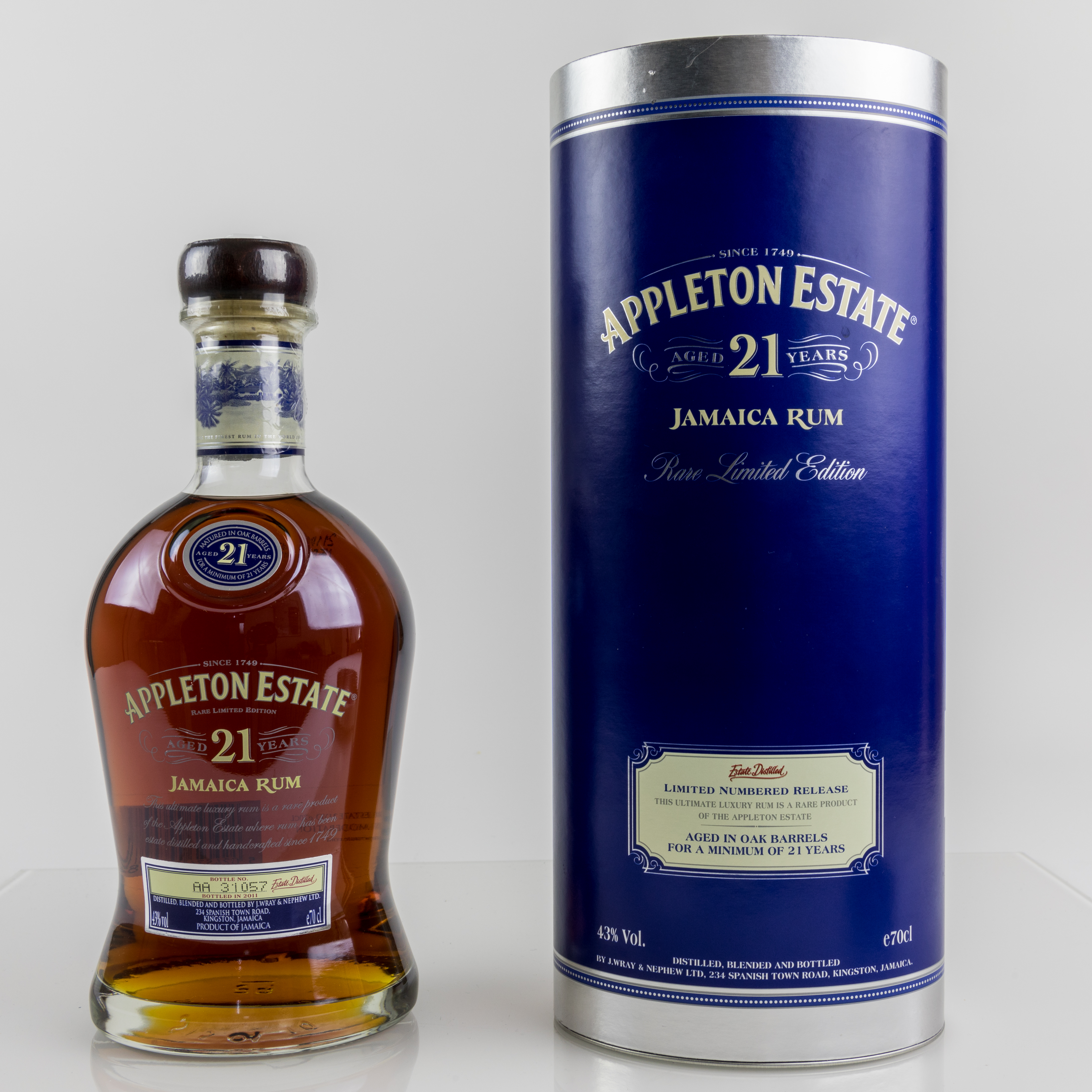
Appleton Estate âgé de 21 ans (mis en bouteille en 2011)

Le rhum d'Appleton est un rhum industriel produit à partir de mélasse issue des champs de canne à sucre appartenant à la distillerie. La mélasse est fermentée à l'aide d'une souche de levure spécifique à la distillerie. La distillerie utilise plusieurs appareils de distillation : des alambics (pot stills) et des colonnes de distillation.
Appleton produit cinq variétés de rhum standard:
- Wray and Nephew Overproof White Rum (63 %)
- Appleton White Classic
- Appleton Special Gold
- Appleton Dark
- Appleton Punch (extra dark)

Appleton produit cinq variétés de rhum d'après leur age :
- Appleton Estate Signature (V/X), mélange de 15 rhums âgé de 5 à 10 ans (d'où V et X soit 5 et 10 en chiffres romains).
- Appleton Estate Reserve Blend, un mélange de rhums, âgé d'au moins 8 ans.
- Appleton Estate Rare Blend 12 ans est âgé de 12 à 18 ans.
- Appleton Masters Blend est âgé de 15 à 30 ans (parfois 40 ans)
- Appleton Estate 21 ans est âgé de 21 à 40 ans.

La distillerie et l'usine d'embouteillage sont séparés par une voie chaussée. Un tuyau secret faisant passer le rhum de la distillerie à l'usine d'embouteillage passe sous la route qui les sépare. Le calcaire de la vallée Nassau est similaire au karst de la Chine australe ou de la République tchèque (polje).